# Caça de bruixes (pel·lícula)
Caça de bruixes (títol original:Witch Hunt) és una pel·lícula dramàtica australiana de 1999 dirigida per Scott Hartford-Davis i escrita per Shane Brennan, creador de NCIS: Los Angeles. Es va estrenar a Austràlia el 2 de maig de 1999. Ha estat doblada al català.

## Argument
En el llogaret australià de Whitlow, una àvia, Barbara, denúncia a la policia la desaparició de la seva neta. Sospita que el responsable és el seu gendre David i la investigació s'orienta en aquest sentit. No obstant això, durant l'interrogatori, David es defensa de totes les acusacions amb l'increïble relat de la passió de la seva sogra per tot allò esotèric i paranormal. Barbara respon acusant el seu gendre d'abusar de la seva neta.

## Repartiment
- Jacqueline Bisset: Barbara Thomas
- Cameron Daddo: David Overton
- Jerome Ehlers: Detectiu Jack Maitland